# Híades (astronomía)

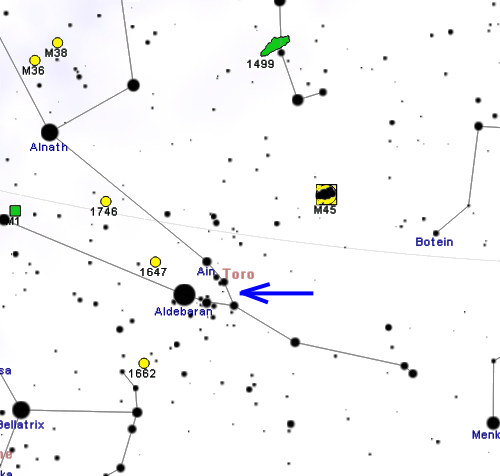
Híades

Las Híades (del griego Ὑάδες, también conocido como Melotte 25 o Collinder 50) es el cúmulo abierto más cercano al sistema solar y uno de los mejores estudiados de todos los existentes cúmulos estelares. El satélite Hipparcos, el telescopio espacial Hubble y el adecuado diagrama color-magnitud por infrarrojos han sido utilizados para establecer una distancia de ~ 152 años-luz (47 pársecs) hasta el centro del cúmulo. Las distancias establecidas por estos tres métodos independientes convienen en que las Híades es un importante peldaño en la escala de distancias cósmicas. El grupo está compuesto por un grupo más o menos esférico de cientos de estrellas que comparten la misma edad, lugar de origen, composición química y movimiento a través del espacio. Desde la perspectiva de los observadores situados en la Tierra, el cúmulo de las Híades aparece en la constelación Tauro, en donde sus estrellas más brillantes forman una "V" junto con la aún más brillante gigante roja Aldebarán. Sin embargo, Aldebarán no está relacionada con las Híades, ya que se encuentra mucho más cerca de la Tierra (de ahí su brillo aparente) y meramente pasa a estar en la misma línea de visión.
Los cinco miembros estelares más brillantes de las Híades han evolucionado más allá de la secuencia principal y ahora se encuentran en la parte inferior de la etapa de las gigantes. Cuatro de estas estrellas, con denominación de Bayer Gamma, Delta 1, Epsilon y Theta Tauri, forman un asterismo que es tradicionalmente identificado como la cabeza de Tauro, el Toro. La otra es  Zeta 1 Tauri, que se encuentra a más de 2° sur. Epsilon Tauri, también conocida como Ain (el "ojo del toro") tiene un candidato exoplaneta de tipo gigante gaseoso, el primer planeta que se encuentra en cualquier cúmulo abierto.
Se estima que las Híades tienen una edad aproximada de 625 millones de años. El núcleo del cúmulo, donde las estrellas están más densamente empaquetadas, tiene un radio de 2,7 pársecs (correspondiente a un diámetro de 17.6 años luz) y el radio mareal del cúmulo es de 10 pársecs (correspondiendo a un diámetro de 65 años luz). No obstante, alrededor de un tercio de las estrellas miembro confirmadas se han observado igualmente fuera de esta frontera; en el halo extendido del cúmulo; estas estrellas están probablemente en proceso de escapar de su influencia gravitacional.

## Localización y movimiento

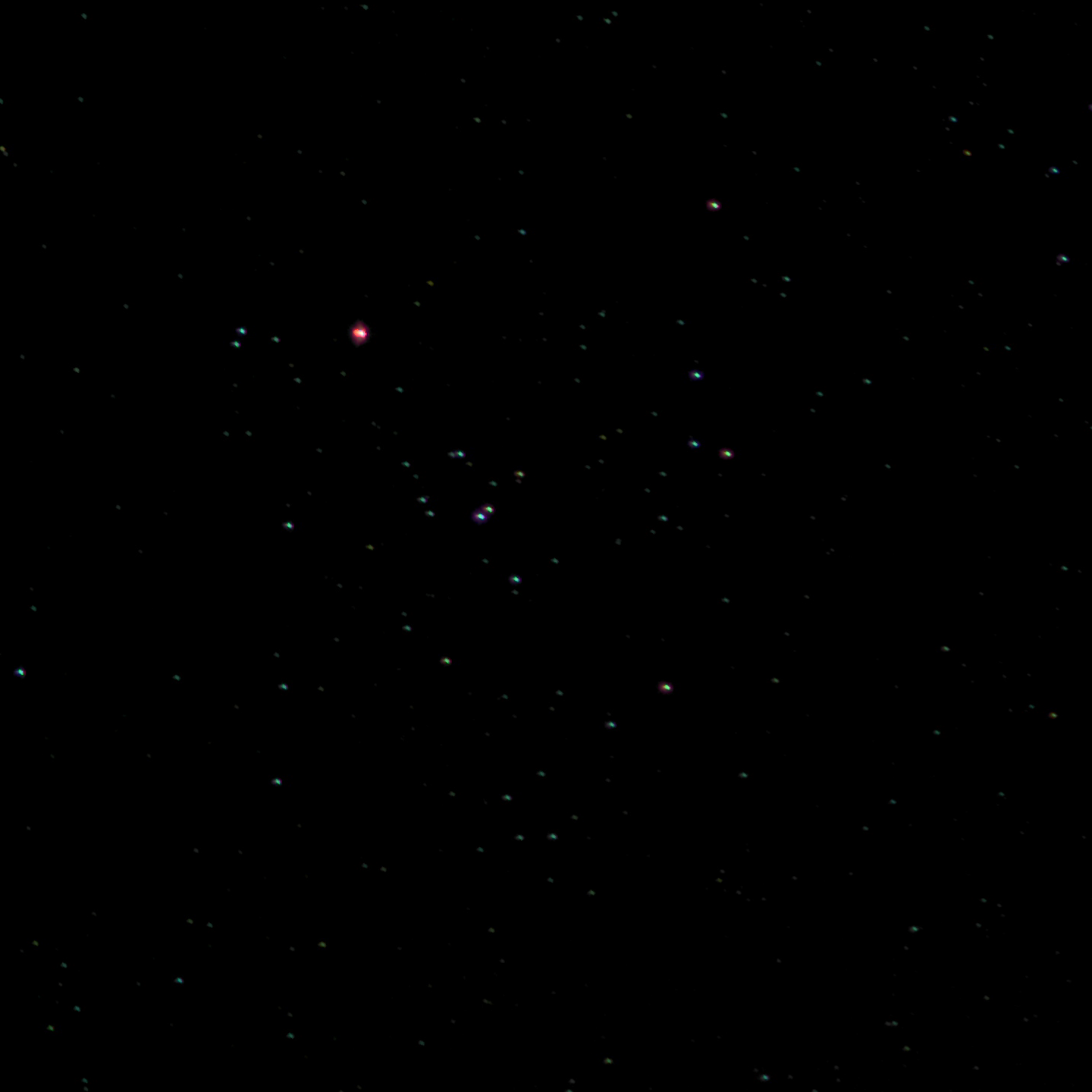
Las Híades y la brillante gigante roja Aldebarán (α Tauri, "el ojo del toro") vistas a través de un telescopio

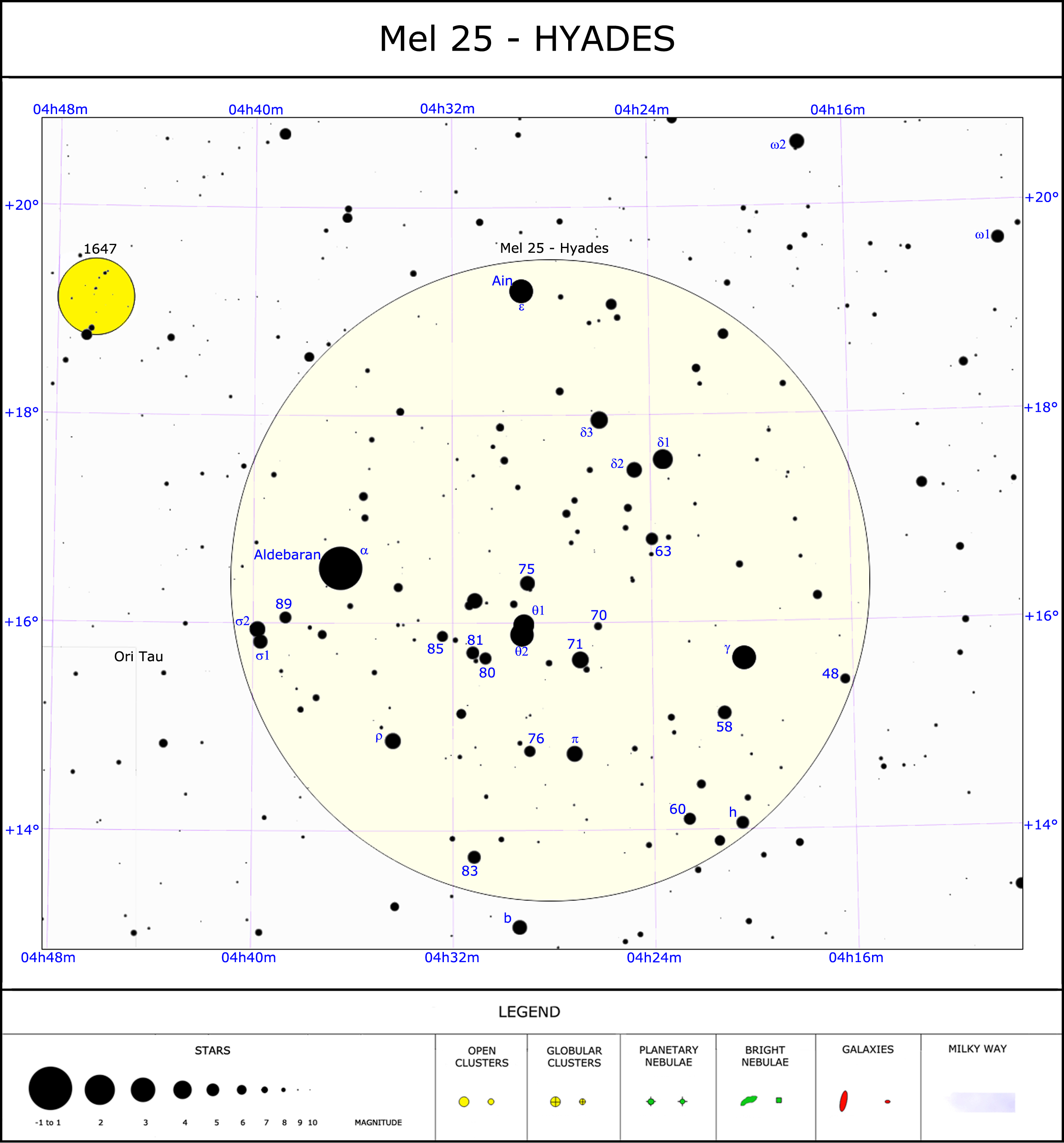
Carta estelar del cúmulo de las Híades

El cúmulo está lo suficientemente cerca del Sol como para que su distancia pueda medirse directamente observando la cantidad de desplazamiento de paralaje de las estrellas miembros cuando la Tierra orbita alrededor del Sol. Esta medición se ha realizado con gran precisión utilizando el satélite Hipparcos y el Telescopio Espacial Hubble. Un método alternativo para calcular la distancia consiste en ajustar los miembros del cúmulo a un diagrama de color-magnitud infrarrojo normalizado para estrellas de su tipo, y utilizar los datos resultantes para inferir su brillo intrínseco. La comparación de estos datos con el brillo de las estrellas vistas desde la Tierra permite estimar sus distancias. Ambos métodos han dado como resultado una distancia estimada de 153 años luz (47 parsecs) al centro del cúmulo. El hecho de que estas mediciones independientes coincidan convierte a las Híades en un importante peldaño de la escalera de distancias cósmicas método para estimar las distancias de objetos extragalácticos.
Las estrellas de las Híades están más enriquecidas en elementos más pesados que el Sol y otras estrellas ordinarias de la  vecindad solar, con una metalicidad global del cúmulo medida en +0,14. El cúmulo de las Híades está relacionado con otros grupos estelares de la vecindad del Sol. Su edad, metalicidad y movimiento propio coinciden con los del más grande y distante Cúmulo de Praesepe, y las trayectorias de ambos cúmulos pueden remontarse a la misma región del espacio, lo que indica un origen común. Otro asociado es el Arroyo de las Híades, una gran agrupación de estrellas dispersas que también comparten una trayectoria similar con el Cúmulo de las Híades. Resultados recientes han descubierto que al menos el 15% de las estrellas del Arroyo de las Híades comparten la misma huella química que las estrellas del cúmulo de las Híades. Sin embargo, se ha demostrado que alrededor del 85% de las estrellas de la corriente de las Híades no están relacionadas en absoluto con el cúmulo original debido a su diferente edad y metalicidad; su movimiento común se atribuye a los efectos de marea de la barra masiva en rotación situada en el centro de la Vía Láctea galaxia. Entre los miembros restantes de la corriente de las Híades, la estrella exoplaneta anfitriona Iota Horologii ha sido propuesta recientemente como un miembro evaporado del cúmulo primordial de las Híades.
Las Híades no están relacionadas con otros dos grupos estelares cercanos, las  Pléyades y el  Corriente de la Osa Mayor, que son fácilmente visibles a simple vista bajo cielos claros y oscuros.

## Historia
Las Híades, en la mitología griega, fueron las siete hijas de Atlas y Etra, y medio hermanas de las Pléyades, Félise, Córonide, Eudora, Ambroxía, Feo, Polixo y Dione.
Después de la muerte de su hermano Hiante (Hyas), sus hermanas, las Híades, lloraron su muerte con tanta vehemencia que murieron de pena. Zeus, en reconocimiento de este amor, compadeció a las hermanas tornándolas en estrellas y las situó en la cabeza de Tauro, donde su salida anual va acompañada por lluvia abundante.
Siendo un cúmulo visible a simple vista, las Híades ya eran conocidas en la prehistoria. Fueron mencionadas por Homero en el año 750 a. C y Hesíodo en el 700  a. C. Probablemente catalogado por primera vez por Giovanni Battista Odierna en 1654, Lewis Boss, en 1908, fue el primero en demostrar que el conjunto de estrellas conformaban un cúmulo. Charles Messier usó tablas estelares que incluían y etiquetaban las Híades, pero no las agregó en su famoso catálogo.
En Inglaterra, el cúmulo se conocía como "April Rainers" por su asociación con las lluvias de abril, como se recoge en la canción popular "Green Grow the Rushes, O".
Por lo tanto, carece de un número Messier, a diferencia de muchos otros cúmulos abiertos más distantes - por ejemplo, M44 (Praesepe), M45 ( Pléyades) y M67.
En 1869, el astrónomo R.A. Proctor observó que numerosas estrellas a grandes distancias de las Híades comparten un movimiento similar a través del espacio. En 1908, Lewis Boss informó de casi 25 años de observaciones que apoyaban esta premisa, argumentando la existencia de un grupo de estrellas en movimiento conjunto al que llamó Corriente de Tauro (ahora conocido generalmente como el Arroyo de las Híades o Supercúmulo de las Híades). Boss publicó un gráfico que trazaba los movimientos de las estrellas dispersas hasta un punto común de convergencia.
En la década de 1920, la idea de que las Híades compartían un origen común con el cúmulo de Praesepe estaba muy extendida, con Rudolf Klein-Wassink señalando en 1927 que los dos cúmulos están "probablemente relacionados cósmicamente"  Durante gran parte del siglo XX, el estudio científico de las Híades se centró en determinar su distancia, modelar su evolución, confirmar o rechazar candidatos a miembros y caracterizar estrellas individuales.

## Características principales
Las Híades se encuentran a 151 años luz de distancia, siendo el cúmulo estelar más próximo a la Tierra. Consta de 80 estrellas situadas en una esfera de 12 parsecs de diámetro, cuyo centro está a 37 parsecs de la Tierra. Mientras que el cúmulo tiene alrededor de 75 años luz de diámetro, el prominente grupo central posee cerca de 10 años luz de diámetro. Su diagrama Hertzsprung-Russell muestra que las Híades tienen una edad de 625 ± 50 millones de años. Se formaron probablemente de la misma nube que el cúmulo del Pesebre ( M44).

## Miembros más importantes
En la tabla inferior se recogen las principales características de las cinco estrellas más brillantes de las Híades, todas ellas estrellas gigantes. 
| Nombre    | Denominación de Bayer | Magnitud aparente | Tipo espectral | Notas                       |
| --------- | --------------------- | ----------------- | -------------- | --------------------------- |
|           | Theta2 Tauri          | 3,41              | A7 III         |                             |
| Ain       | Épsilon Tauri         | 3,54              | G9.5 III       | Posee un planeta extrasolar |
| Hyadum I  | Gamma Tauri           | 3,65              | K0 III         |                             |
| Hyadum II | Delta1 Tauri          | 3,76              | K0 III         |                             |
|           | Theta1 Tauri          | 3,85              | K0 IIIb        |                             |

Fuente: Base de datos SIMBAD
En dos de las estrellas del cúmulo (79 Tauri y HD 28226), el exceso de emisión infrarroja sugiere la presencia de un disco circunestelar de polvo.

## Morfología y evolución
Todas las estrellas se forman en cúmulos, pero la mayoría de los cúmulos se rompen menos de 50 millones de años después de que concluya la formación estelar.  El término astronómico para este proceso es «evaporación». Sólo los cúmulos extremadamente masivos, que orbitan lejos del Centro Galáctico, pueden evitar la evaporación en escalas de tiempo prolongadas. Como uno de estos supervivientes, el Cúmulo de las Híades probablemente contenía una población estelar mucho mayor en su infancia. Las estimaciones de su masa original oscilan entre 800 y 1.600 veces la masa del Sol,  lo que implicaría masas de estrellas aún mayores.